# Capital Cities
Capital Cities — инди-поп дуэт из Лос-Анджелеса, штат Калифорния, сформированный Райаном Мерчантом и Себу Симоняном.
Их дебют состоялся 7 июня 2011 года, когда на свет появился сингл «Safe And Sound». Последующий сингл «Kangaroo Court» был выпущен 1 мая 2012 года.
«Safe And Sound» поднялась до первого места в US Alternative Songs Chart. Она также была использована компанией Vodafone для рекламы в Германии. Основная мелодия была позаимствована из песни Learning to Fly группы Tom Petty and the Heartbreakers. Песня «Center Stage» была показана на ESPN’s First Take.
Дебютный альбом группы «In a Tidal Wave of Mystery» был выпущен 4 июня 2013 года через лейбл Capitol Records в сотрудничестве с Lazy Hook. Он дебютировал на 66-й позиции в Billboard 200 Album Chart. Мини-альбом «Swimming Pool Summer» вышел 7 июля 2017 года.

## История
Мерчант познакомился с Симоняном в Craigslist. Вскоре они вместе начали сочинять музыку, и после трёхлетнего успешного сочинения музыки для рекламных роликов и рекламных кампаний образовался дуэт Capital Cities. Группа выпустила свой дебютный одноимённый EP в июне 2011 года на лейбле Lazy Hooks.
В 2012 году группа подписывает контракт с Capitol Records, а 4 июня 2013 года выпускает дебютный альбом In a Tidal Wave of Mystery. Альбом получил своё название из строчки песни «Safe and Sound», которая является первым синглом альбома. Песня использовалась в рекламных кампаниях для HBO, Smart Car, Microsoft, Mazda и многих других. Альбом также включает в себя песни «Kangaroo Court» и «I Sold My Bed, But Not My Stereo». Ещё одна песня, «Farrah Fawcett Hair», записана в сотрудничестве с André 3000 из Outkast, вокалисткой Шемикой Сикрест и Фрэнком Таваресом из NPR. Альбом спродюсирован и полностью сведён Мерчантом и Симоняном. Обложка альбома нарисована бразильским художником Жоау Лауро Фонте.
Группа начала свой первый в Северной Америке тур «Dancing with Strangers» совместно с Gold Fields, который стартовал 23 апреля в Crescent Ballroom в Финиксе, штат Аризона. Capital Cities распродали все билеты на концерт в Ирвинг Плаза в Нью-Йорке за два месяца, а также за два вечера в театре El Rey в Лос-Анджелесе. Все доходы от шоу 7 июня в El Rey пошли на MusiCares и в Place Called Home. Группа также выступала в Sundance, SXSW, SweetLife и ULTRA.
Премьера официального клипа «Safe and Sound» состоялась 25 апреля 2013 года на VEVO. Клип был снят Грэди Холлом (Бек, Modest Mouse). В клипе дуэт поёт и танцует на сцене недавно отреставрированного театра Лос-Анджелеса в окружении танцоров из разных эпох. В видео использованы работы номинированного на премию Эмми хореографа Мэнди Мур. Видеоклип был номинирован на две награды MTV Video Music Awards 2013: «Лучшее художественное руководство» и «Лучшие визуальные эффекты». Вторая номинация принесла группе победу на конкурсе.
В мае 2013 «Safe And Sound» взобралась на первое место в немецком German Singles Chart.
5 сентября состоялась премьера видеоклипа на песню «Kangaroo Court». В клипе принимают участие такие актёры, как Даррен Крисс, Шэннон Вудворд и Ченнинг Холмс. По сюжету зебре (Мерчант) запрещают вход в клуб «Kangaroo Court», однако он всё же проникает туда, замаскировавшись под лошадь. В клубе зебра влюбляется в собачку (Вудворд). Её ухажёр, бульдог (Крисс), ревнует и разоблачает «лошадь». Незадачливого героя арестуют и отправляют в суд. Судья-кенгуру (Холмс) немедленно признаёт зебру виновным, и его в буквальном смысле отправляют «на мясо» (на скотобойню), после чего подают на обед льву (Симонян).
Группа была номинирована на Грэмми за клип на песню «Safe And Sound» как за лучший клип года.
В 2014 году Capital Cities выступала на «разогреве» у Кэти Перри во время её гастролей по Северной Америке в рамках Prismatic World Tour.
В апреле-мае 2016 года, спустя три года после релиза дебютного альбома, на официальной странице Capital Cities в Facebook появились два сообщения, намекающие на то, что в данный момент ведётся работа над новыми треками. Спустя ещё два года группа выпустила четыре сингла в течение четырёх недель, а 10 августа 2018 года вышел альбом Solarize.
В октябре 2023 года группа выпустила сингл «Skeleton Man».

## Дискография
- In a Tidal Wave of Mystery (2013)
- Swimming Pool Summer (2017)[8]
- Solarize (2018)

## Награды и номинации
| Год  | Награда                | Категория                       | Работа/Номинант | Результат |
| ---- | ---------------------- | ------------------------------- | --------------- | --------- |
| 2013 | MTV Video Music Awards | Лучшие визуальные эффекты       | Safe and Sound  | Победа    |
| 2013 | MTV Video Music Awards | Лучшая художественная режиссура | Safe and Sound  | Номинация |
| 2014 | Грэмми                 | Лучший клип года                | Safe and Sound  | Номинация |
| 2014 | Billboard Music Awards | Лучшая рок песня                | Safe and Sound  | Номинация |
| 2014 | Billboard Music Awards | Лучший рок артист               | Capital Cities  | Номинация |
| 2014 | Billboard Music Awards | Лучший новый артист             | Capital Cities  | Номинация |